# にんじん (1932年の映画)
『にんじん』 (フランス語:Poil de carotte) は1932年公開のフランス映画。ジュール・ルナールの同名の小説を映画化したこの作品は、ジュリアン・デュヴィヴィエ監督が6年前の1925年に公開したサイレント映画のリメイクである。

## あらすじ
フランソワ・ルピックは赤毛とそばかすのため、「にんじん」と呼ばれていた。そのため両親や兄弟からもばかにされ、さげすまれていた。だが小間使いのアネットだけが彼のことを理解してくれた。

## キャスト
| 役名                              | 俳優                     | 日本語吹替                                 | 日本語吹替                                                              |
| 役名                              | 俳優                     | フジテレビ版                               | テレビ朝日版                                                            |
| --------------------------------- | ------------------------ | ------------------------------------------ | ----------------------------------------------------------------------- |
| フランソワ・ルピック （にんじん） | ロベール・リナン         | 中沢すみ江                                 | 田中真弓                                                                |
| ルピック氏                        | アリー・ボール           | 保科三良                                   | 塩見竜介                                                                |
| ルピック夫人                      | カトリーヌ・フォントネー |                                            | 松下砂稚子                                                              |
| アネット                          | クリスチアーヌ・ドール   |                                            | 吉田理保子                                                              |
| フェリックス・ルピック            | マキシム・フロミオ       |                                            | 三ツ矢雄二                                                              |
| マチルド                          | コレット・セガール       |                                            | 三田ゆう子                                                              |
| エルネスチーヌ・ルピック          | シモーヌ・オブリ―        |                                            | 潘恵子                                                                  |
| 名付け親                          | ルイ・ゴーティエ         |                                            | 峰恵研                                                                  |
| オノリーヌ                        | マルト・マルティ         |                                            | 高村章子                                                                |
| 不明 その他                       |                          |                                            | 松岡文雄 龍田直樹 屋良有作 秋元千賀子 小野丈夫 田口昴 沢木郁也 伊井篤史 |
|                                   |                          |                                            |                                                                         |
| 演出                              | 演出                     |                                            | 福永莞爾                                                                |
| 翻訳                              | 翻訳                     |                                            | 入江敦子                                                                |
| 効果                              | 効果                     |                                            | 赤塚不二夫                                                              |
| 調整                              | 調整                     |                                            | 山田太平                                                                |
| 制作                              | 制作                     |                                            | ザック・プロモーション                                                  |
| 解説                              | 解説                     |                                            | 松本和子                                                                |
| 初回放送                          | 初回放送                 | 1961年1月16日 『テレビ名画座』 15:00-16:45 | 1982年9月4日 『ウィークエンドシアター』                                 |

## スタッフ
- 監督：ジュリアン・デュヴィヴィエ
- 脚本：ジュール・ルナールの小説に基づくジュリアン・デュヴィヴィエ
- 美術：リュシアン・アゲッタン 、リュシアン・キャレ
- 撮影：アルマン・ティラール、エミール・J.モニオ
- 編集：Marthe Poncin
- 音楽：アレクサンドル・タンスマン、指揮者 ロジェ・デゾルミエール
- 制作会社：Les Films Marcel Vandal、Charles Delac